# El detectiu Conan: El cas Zero
El detectiu Conan: El cas Zero (名探偵コナン ゼロの執行人 Meitantei Conan: Zero no Shikkounin) és una pel·lícula d'anime japonesa estrenada el 13 d'abril del 2018. És el vint-i-dosè film basat en la sèrie manga Detectiu Conan de Gosho Aoyama. Al Japó va recaptar 9.100 milions de iens i es va convertir en la novena pel·lícula d'animació més taquillera de tots els temps al país. És la primera de la saga estrenada en cinemes catalans, doblada al català, el 9 de novembre del 2018. A televisió, es va estrenar doblada al català el 5 de setembre del 2020.

## Argument
A la badia de Tòquio, el flamant complex turístic i centre de convencions Edge of Ocean prepara una cimera internacional. L'1 de maig, abans de la cerimònia d'obertura, més de 22.000 agents de policia vigilen l'edifici quan, per sorpresa, hi ha una explosió a gran escala. A prop de l'explosió hi ha l'agent Tooru Amuro, de la policia nacional de Seguretat Pública. En Conan es pregunta per què l'explosió ha tingut lloc abans i no durant la cimera, i s'adona del comportament sospitós de l'Amuro. La policia troba empremtes dactilars a l'escena del crim que coincideixen amb les d'en Kogoro Mouri. El detectiu Mouri és detingut com a principal sospitós, però per a en Conan hi ha massa coses que no encaixen.

## Música
El tema principal d'aquesta pel·lícula és “Zero -ZERO-” de Masaharu Fukuyama.

## Doblatge
- Estudi de doblatge: Takemaker
- Direcció: Carles Nogueras
- Repartiment:[5]

| Personatge                    | Veu catalana      | Veu japonesa        |
| ----------------------------- | ----------------- | ------------------- |
| Shinichi Kudo                 | Òscar Muñoz       | Kappei Yamaguchi    |
| Conan Edogawa                 | Joël Mulachs      | Minami Takayama     |
| Ran Mouri                     | Núria Trifol      | Wakana Yamazaki     |
| Kogoro Mouri                  | Jordi Royo        | Akira Kamiya        |
| Rei Furuya/Tōru Amuro         | Roger Pera        | Tōru Furuya         |
| Dr. Hiroshi Agasa             | Fèlix Benito      | Kenichi Ogata       |
| Genta Kojima                  | Miquel Bonet      | Wataru Takagi       |
| Mitsuhiko Tsuburaya           | Elisabet Bargalló | Ikue Ootani         |
| Ayumi Yoshida                 | Berta Cortés      | Yukiko Iwai         |
| Ai Haibara                    | Roser Aldabó      | Megumi Hayashibara  |
| Sonoko Suzuki                 | Eva Lluch         | Naoko Matsui        |
| Inspector Juzo Megure         | Ramon Canals      | Fûrin Cha           |
| Inspector Wataru Takagi       | Marc Gómez        | Wataru Takagi       |
| Inspectora Miwako Sato        | Meritxell Sota    | Atsuko Yuya         |
| Inspector Ninzaburo Shiratori | Josep Maria Mas   | Kaneto Shiozawa     |
| Inspector Kazunobu Chiba      | Aleix Estadella   | Isshin Chiba        |
| Eri Kisaki                    | Teresa Manresa    | Gara Takashima      |
| Hyōe Kuroda                   | Alfonso Vallés    | Yukimasa Kishino    |
| Yūya Kazami                   | Sergio Zamora     | Nobuo Tobita        |
| Midori Kuriyama               | Carmen Ambrós     | Asako Dodo          |
| Azusa Enomoto                 | Irene Miras       | Mikiko Enomoto      |
| Kyōko Tachibana               | Isabel Valls      | Aya Ueto            |
| Makoto Kusakabe               | Daniel Albiac     | Tokuyoshi Kawashima |
| Sayoko Iwai                   | (Desconeguda)     | Miina Tominaga      |
| Fumikazu Haba                 | Masumi Mutsuda    | Daikichi Hakata     |

## Recepció
Detectiu Conan: El cas Zero es va estrenar al Japó en 384 sales de cinema, i va aconseguir una recaptació de 12,1 milions de dòlars el primer cap de setmana; va ser també la pel·lícula més vista del país. En total, va recaptar més de 9.100 milions de iens (uns 70,6 milions d'euros) al Japó, on es va reestrenar el mes d'octubre del mateix any. Amb aquestes dades es va convertir en el film més taquiller de la franquícia, en el segon més taquiller del Japó el 2018 i en el novè film d'animació més taquiller de la història al país nipó.
La pel·lícula també va aconseguir xifres elevades a la Xina (1.600 milions de iens, 12,4 milions d'euros). A Catalunya es va estrenar en 30 sales i va ser la pel·lícula en català més vista el seu primer cap de setmana a la cartellera, amb 6.170 espectadors. A Espanya, la recaptació va ser de 65.800 euros. En total, Detectiu Conan: El cas Zero ha aconseguit més d'11.200 milions de iens arreu del món (uns 87 milions d'euros).